# Erosaria spurca
Erosaria spurca is een slakkensoort uit de familie Cypraeidae. De wetenschappelijke naam werd in 1758 gepubliceerd door Carl Linnaeus in de tiende editie van Systema naturae.